# اعتقال أمريكا لدبلوماسيين إيرانيين في أربيل
يشير اعتقال أمريكا للدبلوماسيين الإيرانيين في أربيل إلى حادثة اعتقال خمسة دبلوماسيين إيرانيين في مكتب التمثيل الإيراني في أربيل، كردستان العراق. حيث في ساعة مبكرة من صباح 11 يناير 2007 شنت القوات الأمريكية غارة مفاجئة علی مكتب التمثيل الإيراني بمدينة أربيل. ويُزعم بان الهدف كان اعتقال اثنين من كبار المسؤولين الإيرانيين ولكن بدلا من ذلك تم القبض على خمسة دبلوماسيين.
وقد ادعت الحكومة الأمريكية بأن المكتب كان يستخدم من قبل الحرس الثوري الإيراني كمقر محلي. لكن اكد كل من مسؤولي إيران وكردستان أن هؤلاء الأشخاص كانت لهم مهمة دبلوماسية.
ولم يقدم الجيش الاميركي أي دليل ليثبت اتهامات ضدهم.
في نهاية المطاف، تم إطلاق سراح اثنين من هؤلاء الدبلوماسيين بعد 305 يوما في 9 نوفمبر 2007، فيما تم الإفراج عن الثلاثة الاخرين بعد حوالي 30 شهرًا في 9 يوليو 2009.

## الغارة
وفقًا للمسؤولين الإيرانيين، في ساعة مبكرة من صباح 11 يناير هبطت خمس مروحيات أمريكية على سطح مكتب التمثيل الإيراني بمدينة أربيل. ودخل الجنود الأمريكيون المبنى واحتلوا المكتب بعد نزع سلاح الحراس. وقعت الغارة بين الساعة 3 و 5 صباحًا وتم خلالها احتجاز خمسة أشخاص. وقال اثنان من كبار المسؤولين الأكراد المحليين إن القوات الأمريكية صادرت أيضا أجهزة الكمبيوتر والوثائق من المكتب.
في تقرير، أكده لاحقًا مسعود البرزاني رئيس حكومة إقليم كردستان، كتبته ذي إندبندنت أن بدلاً من الأسرى الحاليين، كانت الولايات المتحدة تأمل في القبض على نائب رئيس المجلس الأعلى للأمن القومي الإيراني، محمد جعفري، ورئيس المخابرات في الحرس الثوري الإيراني، الجنرال منوشهر فروزنده، اللذان كانا في زيارة رسمية للعراق بهدف تحسين التعاون الثنائي في مجال الأمن، وهما التقيا خلالها بالرئيس العراقي آنذاك جلال طالباني. وصرح بارزاني: «لقد جاء الوفد إلى هنا علانية. وقد عرض لقاءهم مع الرئيس ومعي على شاشات التلفزيون. وقد جاء الأمريكيون لاحتجاز هذا الوفد، وليس الأشخاص الذين كانوا في المكتب. لكنهم جاءوا إلى المكان الخطأ في في الوقت الخطأ». وقيل أيضًا إن القوات الأمريكية حاولت احتجاز أشخاص في مطار أربيل في نفس اليوم، لكن القوات الكردية تدخلت. وقال وزير الخارجية العراقي هوشيار زيباري: كانت هناك مواجهة تقريبًا بين القوات الأمريكية والكردية في المطار، لكن «تم تجنب المذبحة في اللحظة الأخيرة».
وقعت الغارة بعد ساعات من إعلان الرئيس الأمريكي جورج بوش في خطاب إلى الأمّة أن «إيران تقدم دعماً مادياً للهجمات على القوات الأمريكية.»
لم تكن هذه هي المرة الأولى التي تعتقل فيها الولايات المتحدة أعضاء الحرس الثوري (حسب زعمها) في العراق. وقبل بضعة أسابيع من هذا الحادث، في 29 ديسمبر/ كانون الأول، أطلقت القوات الأمريكية في العراق سراح عدة أشخاص إيرانيين وهي تزعم بانهم أعضاء الحرس الثوري الإيراني وكانت اعتقلتهم في 21 ديسمبر في بغداد بزعم انهم كانوا يقومون بتهريب أسلحة.

## ردود الفعل
استنكر مسعود برزاني اعتقال أمريكا للدبلوماسيين الإيرانيين وطالب بالإفراج السريع عنهم. قيل إن الحكومة الكردستانية لم تكن على علم بالخطط الأمريكية لاقتحام مكتب التمثيل الإيراني ولم تكن تعرف الغرض من هذه العملية. فبعد مداهمة المكتب، توجهت القوات الأمريكية إلى منطقة عنكاوا التي تستضيف الشركات الأجنبية وممثلي الدول. وبحسب ما ورد حاصرت قوات الأمن التابعة للحزب الديمقراطي الكردستاني ثلاث مركبات عسكرية أمريكية لمنعهم من القيام بمزيد من الإجراءات.
في طهران، استدعت إيران سفيري العراق وسويسرا (التي تمثل المصالح الأمريكية في إيران) بشأن غارة المكتب.
وقال محمد علي حسيني، المتحدث باسم وزارة الخارجية الإيرانية، للراديو الحكومي إن الغارة كانت ضد القانون الدبلوماسي لأن وجود هؤلاء الموظفين الإيرانيين في أربيل كان قانونيا. وقال حسيني إن عمل قوات التحالف يعكس استمرار الضغط على إيران ويهدف «خلق التوتر» بين العراق وجيرانه.
ووصف الأمين العام للأمم المتحدة الحادث بأنه «نزاعات بين الدول الفردية». وقال متحدث باسم الأمم المتحدة: «لقد تركنا الأمر لبلدان معنية للعمل على حلها فيما بينهم... وفي النهاية، يعود الأمر إلى أعضاء مجلس الأمن أنفسهم كي يحددوا كيفية تنفيذ القرارات».
في 10 مارس في اجتماع للمبعوثين في بغداد، أثار الوفد الإيراني قضية الإيرانيين الخمسة المحتجزين. وقال المتحدث الأمريكي إن العراق طلب من الجانب الأمريكي التحقيق في ملابسات الاعتقال. وقالت إيران ان العراق أكد على أنه سيتم إطلاق سراح الخمسة بحلول 21 مارس، عند بداية العام الإيراني الجديد.
ويزعم البعض أن التوتر الدبلوماسي المتزايد الناجم عن هذا الحادث دفع إيران إلى احتجاز 15 من افراد البحرية الملكية البريطانية في مياه الخليج بعد شهرين.

## الإفراج عن المعتقلين
في 9 نوفمبر 2007، أطلقت الولايات المتحدة سراح اثنين من المعتقلين (بعد 305 يومًا) وهم: موسى شكيني وحميدرضا عسكري بالإضافة إلى 7 مواطنين إيرانيين آخرين الذين تم القبض عليهم لفترات تتراوح بين ثلاثة أشهر وثلاث سنوات.
في 9 يوليو 2009م تم الإفراج عن باقي المعتقلين وهم عباس حاتمي كساوند ومجيد قائمي حيدري وباقر غبيشاوي بعد احتجازهم سنتين ونصف السنة، بالإضافة إلى دبلوماسيين اخرين.
قامت القوات الاميركية بتسليم هؤلاء الخمسة إلى رئيس الوزراء العراقي نوري المالكي، وبعد لقاءهم معه تم تسليمهم إلى السفارة الإيرانية.